# (101869) 1999 MM
1999 أم أم (ويعرف أيضًا باسم (101869) 1999 أم أم وفق تسمية الكوكب الصغير) (بالإنجليزية: 1999 MM)‏ هو كويكب ضمن حزام الكويكبات؛ وترتيبه 101869 من حيث الاكتشاف.
اكتُشف هذا الجُرم الفلكي بواسطة مرصد لويل للبحث عن الأجرام القريبة من الأرض في 20 يونيو 1999.

## وصلات خارجية
- (101869) 1999 MM في قاعدة بيانات مختبر الدفع النفاث لأجرام النظام الشمسي الصغيرة

- الاكتشاف · مخطط المدار ·  العناصر المدارية · المعلمات المادية

- (101869) 1999 MM على موقع ويكي سكاي: DSS2, SDSS, GALEX, IRAS, Hydrogen α, X-Ray, Astrophoto, Sky Map, Articles and images